# Girolamo Marcello De Gubernatis
Girolamo Marcello De Gubernatis (Sospello, 1633 – Torino, 6 ottobre 1713) è stato un diplomatico italiano.

## Biografia
Nato a Sospello dal conte Marcello De Gubernatis e Anna Maria Vivaldi, rimase presto orfano e si spostò a Bologna, dove studiò diritto ottenendo il dottorato.
Tornato a Nizza, ne divenne (1656) prefetto e senatore del Parlamento di Nizza (1661). Fu poi nominato (1676) ministro plenipotenziario a Madrid e da qui a Lisbona, dove curò i rapporti tra i Savoia e i Portoghesi.
Si parlava infatti in quegli anni di un matrimonio diplomatico tra Vittorio Amedeo di Savoia e Isabella Luisa di Braganza.
Il De Gubernatis biasimò questa idea, a suo parere folle, e si oppose strenuamente. Diede però adito al commercio tra Brasile e Piemonte, con la costruzione di un porto a Villafranca.
Vittorio Amedeo rifiutò il matrimonio e Isabella morì dopo breve tempo, così il De Gubernatis fu ricompensato per essersi opposto al matrimonio.
Divenne presidente del Senato nizzardo e ambasciatore a Roma.
Nel 1700 fu ministro di Stato e nel 1713 gran cancelliere del ducato di Savoia, ma lo stesso anno morì.